# Да напуснеш Лас Вегас
„Да напуснеш Лас Вегас“ (на английски: Leaving Las Vegas) е френско-американско-британски филм от 1995 г.
Режисьор и сценарист на филма е Майк Фигис, а главните роли се изпълняват от Никълъс Кейдж и Елизабет Шу.
Кейдж получава Оскар за най-добра мъжка роля за играта си във филма, както и Златен глобус. „Да напуснеш Лас Вегас“ печели номинации за най-добра женска роля (Елизабет Шу), най-добра режисура (Фигис) и най-добър сценарий (Фигис).